# Euphorbia corsica
Euphorbia corsica là một loài thực vật có hoa trong họ Đại kích. Loài này được Req. mô tả khoa học đầu tiên năm 1825.